# نوناين
مركبات النوناين هي مركبات عضوية هيدروكربونية من الألكاينات تشترك بالصيغة الكيميائية المجملة C9H16؛ بالتالي فهي مركبات متصاوغة، ومن ضمنها:
- 1-نوناين
- 2-نوناين
- 3-نوناين
- 4-نوناين

وهي المتصاوغات الخطية التي تختلف عن بعضها في موقع الرابطة الثلاثية على السلسلة الكربونية.